# Wybory parlamentarne w Bangladeszu w 2018 roku
Wybory parlamentarne w Bangladeszu odbyły się 30 grudnia 2018 roku. 
Zwyciężył w nich rządząca Liga Ludowa uzyskując 76,88% głosów. Front partii opozycyjnych pod przywództwem Nacjonalistycznej Partii Bangladeszu uzyskał 12,33% głosów. Partia Narodowa uzyskała 3,3% i nie zdobyła żadnego mandatu. Oddano 7% nieważnych głosów. Do Zgromadzenia Narodowego weszło łącznie dziewięć ugrupowań z dwóch bloków.

## Wyniki
| Blok            | Liczba parlamentarzystów | Partia                                             | Liczba mandatów |
| --------------- | ------------------------ | -------------------------------------------------- | --------------- |
| Wielka Koalicja | 288                      | Liga Ludowa (AL)                                   | 257             |
| Wielka Koalicja | 288                      | Partia Narodowa (Jatiya Party)                     | 22              |
| Wielka Koalicja | 288                      | Partia Pracy Bangladeszu                           | 3               |
| Wielka Koalicja | 288                      | Narodowo-Socjalistyczna Partia Bangladeszu (JASAD) | 2               |
| Wielka Koalicja | 288                      | BDB                                                | 2               |
| Wielka Koalicja | 288                      | Narodowa Partia Manju (JP)                         | 1               |
| Wielka Koalicja | 288                      | Bengalski Tarikat                                  | 1               |
| Front Narodowy  | 7                        | Bengalska Partia Narodowa (BNP)                    | 5               |
| Front Narodowy  | 7                        | Forum Ludowe                                       | 2               |
| Razem           | Razem                    | Razem                                              | 300             |